# Danny Weis
Danny Weis (Huntington Park (California), 28 settembre 1948) è un chitarrista e compositore statunitense, ex membro e fondatore degli Iron Butterfly e dei Rhinoceros.
È stato uno dei chitarristi che hanno definito gli standard classici dell'hard rock e del primo Heavy metal. 
Alla fine del 1967, dopo aver lasciato gli Iron Butterfly, ha fondato un proprio gruppo, i Rhinoceros, che è stato attivo fino al 1970. Dopo aver sciolto questo gruppo nello stesso anno si è unito ai Rascals.
Nel 2005 ha intrapreso la carriera solista con l'album Sweet Spot.

## Discografia

### Con gli Iron Butterfly

#### Album in studio
- 1968 - Heavy

#### Raccolte
- 1971 - Evolution: The Best of Iron Butterfly
- 1973 - Star Collection

### Solista
- Sweet Spot, 2005